# Gyllenbukig inka
Gyllenbukig inka (Coeligena bonapartei) är en fågel i familjen kolibrier.

## Utseende
Gyllenbukig inka är en stor kolibri med lång näbb. Båda könen har en fjäderdräkt som glänser i grönt och guld. Den liknar blåstrupig inka, men hanen skiljer sig genom gyllenfärgad buk, ej lila, medan honan saknar violett på flankerna och har bronsfärgad övergump, ej blå. 

## Utbredning och systematik
Gyllenbukig inka förekommer i i östra Anderna i Colombia (Boyacá till Bogotá). Tidigare inkluderades både méridainka (C. eos) och perijáinka (C. consita) i arten. Dessa urskildes 2016 som egna arter av BirdLife International, 2022 av tongivande eBird/Clements och 2023 av International Ornithological Congress.

## Levnadssätt
Gyllenbukig inka bebor höglänta molnskogar. Där ses den födosöka, ofta nästan lodrätt, från rörformiga långa växter. Ibland besöker den även kolibrimatningar.

## Status
Arten har ett stort utbredningsområde och beståndet anses vara stabilt. Internationella naturvårdsunionen IUCN listar den därför som livskraftig (LC).